# Personaggi di Kakegurui
Questa è la lista dei personaggi di Kakegurui, manga scritto da Homura Kawamoto e disegnato da Tōru Naomura, serializzato sul Gangan Joker di Square Enix dal 22 marzo 2014. Tre manga spin-off sono pubblicati sempre da Square Enix a partire dal 2015. Un adattamento anime, prodotto da MAPPA, ha iniziato la trasmissione televisiva in Giappone il 1º luglio 2017.

## Personaggi principali

### Yumeko Jabami
Yumeko Jabami (蛇喰 夢子?, Jabami Yumeko) è la bella e misteriosa nuova studentessa dell'Accademia Privata Hyakkaou. Ha lunghi capelli neri e occhi castani, che brillano di rosso quando è sopraffatta dal desiderio di scommettere. Infatti, nonostante i suoi modi sempre gentili e amichevoli, soffre di una grave azzardopatia, al punto da eccitarsi sessualmente quando durante il gioco vengono fatte scommesse pericolose. Yumeko è straordinariamente dotata nel gioco d'azzardo, ha un'eccellente memoria eidetica e gode di una grande mente matematica e logica. È inoltre molto brava nel provocare avversari abili e prudenti, fino a spingerli a puntare in modo sconsiderato. Yumeko vive da sola in quanto i suoi genitori sono morti e dispone di una quantità ingente di denaro che le permette di mantenere la sorella maggiore in un'importante clinica universitaria. Giunta all'Accademia Hyakkaou, Yumeko desta subito la preoccupazione del consiglio studentesco, spaventato dal fatto che la ragazza giochi per il semplice gusto del rischio e dunque non sia ricattabile con il denaro. Dal canto suo, Yumeko sviluppa un'ossessione per la presidente del consiglio Kirari, e fa di tutto per riuscire a sfidarla.
È doppiata da Mamiko Noto (trailer), Saori Hayami (TV anime) (ed. giapponese) e Lavinia Paladino (ed. italiana)

### Ryōta Suzui
Ryōta Suzui (鈴井 涼太?, Suzui Ryōta) è un compagno di classe di Yumeko e in seguito suo migliore amico. È un ragazzo gentile, ma anche un giocatore mediocre. All'arrivo di Yumeko nell'accademia, Suzui si trova nella condizione di animale domestico a causa di una partita persa con la compagna di classe Mary Saotome. Quando quest'ultima sfida Yumeko a Carta Forbice e Sasso a Sorteggio, Suzui aiuta Mary a barare, ma la nuova studentessa vince comunque. Yumeko non dimostra alcun rancore verso Suzui, a cui dona un'ingente quantità di denaro, permettendogli di saldare i suoi debiti. Da questo momento, Suzui stringerà una forte amicizia con la ragazza, dalla quale inizierà inoltre a sentirsi attratto.
È doppiato da Tatsuya Tokutake (ed. giapponese) e Sacha Pilara (ed. italiana).

### Mary Saotome
Mary Saotome (早乙女 芽亜里?, Saotome Meari) è una compagna di classe di Yumeko. È nata l'8 marzo. Prima dell'arrivo di Yumeko, era una delle migliori giocatrici della scuola e "padrona" di Suzui. All'inizio viene presentata come una ragazza molto carismatica, ma anche sadica e senza particolari legami di amicizia. Inizialmente ha molte "bestie" a suo seguito e adora battere i suoi avversari trasformandoli in suoi schiavi. Quando Yumeko si iscrive all'Accademia, Mary cerca subito di accollarle un piccolo debito per intimidirla, ma viene duramente sconfitta e ridotta ad animale domestico. Nonostante il loro antagonismo iniziale, in seguito diventa alleata di Yumeko, percependola come sua amica, ma allo stesso tempo come la sua più grande rivale. A differenza di Yumeko, Mary mira alla vittoria in ogni scommessa e cerca di non commettere mai scelte troppo azzardate. In seguito al periodo che passa trasformata in animale domestico, Mary sviluppa un forte odio nei confronti del consiglio studentesco e della presidente Kirari, per aver instaurato tale pratica. 
Nel prequel Kakegurui twin, dove lei è protagonista, si scopre che la famiglia di Mary non è benestante come quelle dei compagni di scuola, ma trasferitasi nell'Accademia impara come sopravvivere e prosperare nel sistema di gioco della scuola. Riesce a conquistare uno spazio scolastico dall'ex vicepresidente del consiglio studentesco in cui crea una bisca. Nel manga e nell'anime ha i capelli biondi con i codini, mentre nel live action ha i capelli castano chiaro con la coda.
È doppiata da Minami Tanaka (ed. giapponese) e Jessica Bologna (ed. italiana).

## Personaggi secondari

### Kirari Momobami
Kirari Momobami (桃喰 綺羅莉?, Momobami Kirari) è la presidente del consiglio studentesco e capo del clan Momobami. Ha una carnagione cadaverica, capelli biondo platino raccolti in due trecce e porta rossetto e smalto azzurri. È una ragazza egocentrica e una sadica manipolatrice. Le sue capacità nel gioco d'azzardo sono eccezionali e tutti pensano che l'idea di Yumeko di voler giocare insieme a lei sia una totale pazzia. Essendo la presidente, è stata lei a creare il sistema delle bestie e favorisce i maltrattamenti, il bullismo e le condizioni disumane subiti dagli studenti indebitati. All'arrivo di Yumeko all'Accademia Hyakkaou, Kirari intuisce subito il pericolo rappresentato da una studentessa che gioca per il semplice gusto del rischio, ma allo stesso tempo rimane affascinata da Yumeko e la osserva con interesse disseminare caos nell'Accademia.
È doppiata da Miyuki Sawashiro (ed. giapponese) e Giorgia Locuratolo (ed. italiana).

### Ririka Momobami
Ririka Momobami (桃喰 リリカ?, Momobami Ririka) è la sorella gemella della presidente Kirari, identica a lei nell'aspetto, anche se tiene i capelli sciolti. La sua parentela con Kirari è sconosciuta alla maggior parte degli studenti, perché indossa quasi sempre una maschera teatrale bianca con occhi a mandorla e un sorriso a curva neri. Benché ricopra il ruolo di vicepresidente del consiglio degli studenti, durante le riunioni si comporta spesso da osservatrice, intervenendo di rado. Ha un carattere estremamente timido e insicuro, che riesce a occultare solo quando indossa la maschera.
Nel live action il travestimento di Ririka non consiste in una maschera, ma in una parrucca color castano.
È doppiata da Miyuki Sawashiro (ed. giapponese) e Giorgia Locuratolo (ed. italiana).

### Runa Yomozuki
Runa Yomozuki (黄泉月 るな?, Yomozuki Runa) è un membro del consiglio studentesco e in seguito leader del comitato elettorale. Durante il periodo elettorale, talvolta ricopre il ruolo di arbitro nelle partite. Benché sia all'ultimo anno, è estremamente infantile nell'aspetto e nei modi. È molto vivace, carismatica e apparentemente amichevole. Ha i capelli biondo platino e indossa una giacca col cappuccio simile a un coniglio arancione. È una grande appassionata di videogame ed è ghiotta di lecca-lecca. Nonostante le apparenze, Runa prende molto sul serio il suo ruolo, è ossessionata dal garantire l'assoluta imparzialità quando assume il ruolo di arbitro e adora vedere i perdenti al gioco subire le punizioni più crudeli.
È doppiata da Mayu Udono (ed. giapponese) e Veronica Cuscusa (ed. italiana).

### Itsuki Sumeragi
Itsuki Sumeragi (皇 伊月?, Sumeragi Itsuki) è un'esperta dei giochi di carte, nonché la figlia del CEO di una compagnia di giocattoli. Ha i capelli corti e biondi raccolti da una bandana, e occhi azzurri. Grazie a un'ingente donazione, diventa membro del consiglio studentesco quando è ancora al primo anno. Possiede una collezione di unghie umane che ha strappato via dagli studenti che ha sconfitto. Dopo aver sfidato Yumeko, Sumeragi subisce un'inaspettata quanto umiliante sconfitta, e perde il suo posto nel consiglio studentesco. Per riottenere la sua posizione, Itsuki finirà per allearsi con la stessa Yumeko. Incoraggiata da quest'ultima, scommette tutto quello che ha in una partita contro il tesoriere del consiglio Kaede Manyūda, di cui è segretamente innamorata, ma dal quale si sente sottovalutata, e si strappa le unghie in segno di sacrificio.
È doppiata da Yūki Wakai (ed. giapponese), Mariagrazia Cerullo (1ª stagione) e Emanuela Ionica (2ª stagione) (ed. Italiana).

### Midari Ikishima
Midari Ikishima (生志摩 妄?, Ikishima Midari) è una studentessa del secondo anno, membro del consiglio studentesco e leader del Comitato di Abbellimento. È una ragazza alta con capelli corti e neri e un solo occhio color giallo-verde. Porta una benda sull'orbita sinistra, essendosi cavata l'occhio con una penna per pagare un debito a Kirari. Ha forti tendenze masochiste e violente, è molto impulsiva e priva di autocontrollo. Spesso sfida gli studenti in giochi molto pericolosi in cui si può rimanere uccisi o mutilati, infatti è abbastanza raro che qualcuno accetti. Midari è ossessionata da Yumeko, nella quale crede di riconoscere le sue stesse tendenze autodistruttive e sogna di essere uccisa o torturata da lei. Dal canto suo, Yumeko, che ama il gioco d'azzardo per il gusto del rischio, detesta Midari che, nella sua ricerca del dolore, spesso cerca di perdere di proposito.
È doppiata da Mariya Ise (ed. giapponese) e Sophia De Pietro (ed. italiana).

### Sayaka Igarashi
Sayaka Igarashi (五十嵐 清華?, Igarashi Sayaka) è la segretaria del consiglio studentesco. Ha i capelli raccolti in una lunga coda color violetto, occhi del medesimo colore e porta un rossetto rosa. È innamorata della presidente Kirari, che venera come una divinità e a cui è ciecamente fedele. Ciononostante, è molto diversa da Kirari, detesta le scommesse e segue sempre la logica nelle sue decisioni, atteggiamento incompatibile con il gioco d'azzardo. In seguito, Kirari affermerà di ricambiare l'attrazione di Sayaka, sostenendo che è proprio la differenza tra le due a renderle affascinanti l'una per l'altra.
È doppiata da Ayaka Fukuhara (ed. giapponese) e Mattea Serpelloni (ed. italiana).

### Yuriko Nishinotouin
Yuriko Nishinotouin (西洞院 百合子?, Nishinotōin Yuriko) è un membro del consiglio studentesco e presidente del Club della Cultura e Tradizione. È una ragazza di bell'aspetto dai lunghi capelli castani e ha gli occhi a fessura. A differenza degli altri studenti dell'accademia, Yuriko non indossa la divisa scolastica, ma un elegante kimono rosa. A dispetto del suo atteggiamento sempre gentile ed educato, Yuriko è una giocatrice sadica e avida di denaro. Il suo gioco preferito è "Vita o morte", un gioco da tavolo in cui, in base al movimento di piccole spade di metallo, i giocatori possono vincere o perdere enormi quantità di denaro, anche in seguito a scommesse modeste. Inoltre, Yuriko gioca scorrettamente, in quanto ha fatto installare sulle mani degli altri membri del suo club dei minuscoli piercing che, tramite magnetismo, permettono loro di far posizionare almeno una spada in modo vantaggioso per Yuriko. Yumeko disprezza fortemente Yuriko, definendola una "strozzina".
È doppiata da Karin Nanami (ed. giapponese) e Francesca Rinaldi (ed. italiana).

### Yumemi Yumemite
Yumemi Yumemite (夢見弖 ユメミ?, Yumemite Yumemi) è la leader delle pubbliche relazioni del consiglio studentesco, nonché una idol part-time con il sogno nel cassetto di diventare un’attrice famosa. Ha i capelli rosa-arancio raccolti spesso in due code, occhi azzurri, e le sue pupille sono a forma di stelle bianche. Sebbene si mostri dolce e amichevole con tutti, è in realtà cinica e calcolatrice, inoltre prova disgusto nei confronti dei suoi fan. Dopo aver sfidato e aver perso con Yumeko con uno gioco trasmesso all’interno di uno spettacolo di varietà, rivela in diretta cosa pensa dei suoi ammiratori che, nonostante tutto, continueranno ad idolatrarla e, sentendosi incoraggiata, prosegue la sua carriera da idol.
È doppiata da Yū Serizawa (ed. giapponese) e Alessandra Berardi (ed. italiana).

### Kaede Manyūda
Kaede Manyūda (豆生田 楓?, Manyuuda Kaede) è il tesoriere del consiglio studentesco. Ha i capelli corti e neri e indossa degli occhiali neri. Il suo obiettivo è di prendere il posto di presidente di Kirari, alla quale mette spesso in discussione i metodi, quando alcuni membri falliscono. Appare come una persona molto fredda e spietata, oltre ad essere un abile manipolatore, ma ha anche un lato più insicuro e sensibile. Dopo essere stato sconfitto da Yumeko, indebitandosi di diversi miliardi di yen, Manyūda rimane talmente scioccato da perdere ogni motivazione, inoltre i suoi capelli diventano completamente bianchi. Sumeragi lo considera una sorta di mentore ed è segretamente innamorata di lui: sebbene aiuti Yumeko a sconfiggerlo come punizione per averla sempre sottovalutata, in seguito lo sosterrà affinché possa superare la sua crisi.
È doppiato da Tomokazu Sugita (ed. giapponese), Michele Botrugno (1ª stagione) e Dario Borrelli (2ª stagione) (ed. italiana).

### Terano Totobami
Terano Totobami (等々喰 定楽乃?, Totobami Terano) è una dei membri del clan Momobami. Ha capelli corti e neri con la frangetta e occhi marroni. È paraplegica per ragioni ignote ed è sempre vista su una sedia a rotelle trasportata dalla sorella Yumi. È molto seria, intelligente e determinata, e prova un feroce odio nei confronti di Kirari. Possiede eccezionali capacità nel gioco d'azzardo, infatti nel periodo elettorale sarà tra i primi nella classifica dei candidati più votati, e si impegnerà per cercare di soffiare il posto di presidente a Kirari.
È doppiata da Megumi Han (ed. giapponese) e Perla Liberatori (ed. italiana).

### Yumi Totobami
Yumi Totobami (等々喰 ユミ?, Totobami Yumi) è una dei membri del clan Momobami, nonché la sorella adottiva di Terano alla quale fa spesso da serva. È l'esatto opposto della sorella, sia per quanto riguarda l'aspetto che per la personalità: a differenza di Terano infatti, Yumi ha la pelle abbronzata, lunghi capelli biondo platino raccolti per mezzo di una lunga coda, e occhi verdi smeraldo. Oltretutto è molto allegra ed esuberante e prende con meno serietà il gioco d'azzardo.
È doppiata da Haruno Inoue (ed. giapponese).

### Miyo Inbami
Miyo Inbami (陰喰 三欲?, Inbami Miyo) è una dei membri del clan Momobami. Ha dei lunghissimi capelli neri con riflessi blu con una ciocca sporgente davanti al suo volto, occhi blu e smalto rosso. Miyo ama sfoggiare un atteggiamento amichevole, ma in realtà è molto subdola e crudele. Prova un sincero affetto solo nei confronti di sua sorella Miri, dalla quale fu crudelmente separata fin da quando erano entrambe bambine. Partecipa alle elezioni per la carica di presidente degli studenti allo scopo di prendere il controllo del clan Momobami e poter stare liberamente insieme a Miri. È in grado di comunicare con la sorella tramite un complesso linguaggio non verbale di loro invenzione. Miyo non ha nessuna passione per il gioco d'azzardo, ma cerca di vincere ad ogni costo tramite i metodi più turpi, in particolare il veleno, specialità della famiglia Inbami.
È doppiata da Yumi Uchiyama (ed. giapponese) e Federica Russello (ed. italiana).

### Miri Yobami
Miri Yobami (陽喰 三理?, Yobami Miri) è una dei membri del clan Momobami. Miri è una ragazza bassa con capelli neri con riflessi blu raccolti in due chignon odango, occhi blu scuri con ombretto rosso. È la sorella di Miyo, l'unica persona alla quale dimostra un sincero attaccamento; le due fin da bambine furono crudelmente separate in due famiglie rivali e furono in grado di mantenere il loro legame solo grazie a un linguaggio non verbale di loro invenzione. Miri è una ragazza seria e riservata e, a differenza della sorella, si dimostra apertamente ostile nei confronti dei suoi avversari. Fa coppia con Miyo durante le elezioni, ma si dimostra subito molto meno abile di lei nel gioco d'azzardo. Mentre la famiglia di Miyo è specializzata in veleni, gli Yobami sono specializzati in medicinali, tra cui gli antidoti.
È doppiata da Rumi Ōkubo (ed. giapponese) e Giorgia Venditti (ed. italiana).

### Miroslava Honebami
Miroslava Honebami (骨喰・ミラスラーヴァ?, Honebami Miroslava) è una dei membri del clan Momobami; Miroslava è di origini russe. I suoi capelli sono grigi chiari e divisi in due lunghe code, ha gli occhi verdi e indossa guanti neri. È una persona stoica e razionale, ma ha anche un lato amichevole. Partecipa alle elezioni per la carica di presidente del consiglio degli studenti al solo scopo di aiutare Terano a vincere. Dopo aver accettato di giocare alla Sfida del Bene Comune, si trova ad affrontare Yumeko, Itsuki, Ibara e Kaede. Viene eliminata per prima a causa di un piano di Itsuki, che comunque viene perdonata da Miroslava; quest'ultima sarà la prima persona a indovinare che Itsuki sia innamorata di Kaede.
È doppiata da Mitsuki Saiga (ed. giapponese) e Valeria Zazzaretta (ed. italiana).

### Erimi Mushibami
Erimi Mushibami (蟲喰 恵利美?, Mushibami Erimi) è una dei membri del clan Momobami, nonché quella più giovane d'età. Ha l'eterocromia, infatti ha un occhio rosa e uno viola, e lunghi capelli fucsia raccolti in due lunghe code. Indossa un abito e una fascia da maid lolita e smalto nero. Porta sempre un pupazzetto con sé, cosa che contribuisce al suo aspetto infantile. Nonostante le apparenze tutt'altro che minacciose, Erimi è una fiera e spietata osservante della tradizione della sua famiglia, ovvero la pratica della tortura. Non è tuttavia in grado di dissimulare ansia e stress, come dimostrato quando si ritrova Yumeko come avversaria.
È doppiata da Ayana Taketatsu (ed. giapponese) e Marta Filippi (ed. italiana).

### Sumika Warakubami
Sumika Warakubami (和楽喰 淑光?, Warakubami Sumika) è una dei membri del clan Momobami. Appare inizialmente come una ragazza molto misteriosa, oscura ed estremamente taciturna. Ha una postura gobba, capelli neri e scompigliati con un ciuffo che le copre gli occhi e indossa spesso una mascherina chirurgica. Si scopre in seguito che Sumika è una famosa attrice di Hollywood, col nome d'arte di Kawaru Natari (名足カワル?, Natari Kawaru), della quale Yumemi è una grande ammiratrice. Il suo vero aspetto è quello di un'attraente ragazza dai capelli castani scuri con due ciocche sporgenti. Ha gli occhi viola, un piccolo neo sotto l'occhio e rossetto rosso. Anche la sua personalità è molto diversa da quella esibita all'inizio, infatti è amichevole ed estroversa, nonché molto professionale nel suo lavoro.
È doppiata da Ayahi Takagaki (ed. giapponese) e Anna Maria Laviola (ed. italiana).

### Ibara Obami
Ibara Obami (尾喰 茨?, Obami Ibara) è uno dei membri del clan Momobami, imparentato con Rin. È un ragazzo muscoloso e mascolino con capelli a spazzola tinti di arancione chiaro (in realtà castani), indossa una collana di spine e due lunghi orecchini argentati. Indossa l'uniforme classica, ma tiene il colletto sbottonato e le gambe dei pantaloni tirate fino ai polpacci. È molto beffardo, e un po' presuntuoso e per questo può apparire come un ragazzo sgarbato, ma sa anche essere amichevole ed esuberante. Nonostante sia cresciuto in una famiglia di truffatori, ha una condizione che gli impedisce di mentire e al solo pensiero di dire bugie gli viene la nausea.
È doppiato da Yoshimasa Hosoya (ed. giapponese) e Guido Gelardi (ed. italiana).

### Rin Obami
Rin Obami (尾喰 凛?, Obami Rin) è il rappresentante della famiglia Obami all'Accademia Hyakkaou. A differenza di Ibara, Rin ha un aspetto delicato e modi sempre gentili ed educati. In realtà, dietro il suo atteggiamento piacevole, Rin nasconde un'indole subdola e spregiudicata, nonché una spiccata propensione alla truffa e all'inganno, tipica della sua famiglia. Nutre un forte senso di inferiorità nei confronti di Kirari, che detesta e vorrebbe spodestare come capo del clan Momobami. Ha un rapporto molto stretto con Ibara, ma non esiterà a sfruttare anche lui per raggiungere i suoi scopi.
È doppiato da Akira Ishida (ed. giapponese) e Marco Barbato (ed. italiana).

### Nozomi Komabami
Nozomi Komabami (狛喰 望?, Komabami Nozomi) è un membro del clan Momobami. Si tratta di una ragazza bassa con i capelli castani raccolti in due codine. Porta sempre con sé un grosso San Bernardo di nome Innu, anche per i corridoi della scuola. Nozomi ha un carattere energico ed esuberante e, a differenza della maggior parte dei membri del clan, è genuinamente gentile con le altre persone. È anche una giocatrice d'azzardo mediocre e non è tenuta molto in considerazione dagli altri membri del clan.
È doppiata da Sayaka Kitahara (ed. giapponese).

### Rei Batsubami
Rei Batsubami (×喰 零?, Batsubami Rei) è un personaggio presente esclusivamente nell'anime. Si tratta di una ragazza androgina che indossa l'uniforme maschile e ha i capelli castani chiari con una lunga frangia che le copre un lato della faccia, occhi castani scuri e occhiali rossi. Il clan Momobami la porta con sé all'Accademia Hyakkaou, affinché possa servirli durante la loro intera permanenza. Il cognome Batsubami, scritto usando una X come ideogramma, indica che la sua famiglia faceva originariamente parte del clan, ma in seguito divennero reietti e il loro vero cognome fu cancellato. Nonostante la sua condizione degradante, Rei riesce ad esercitare un notevole fascino sugli altri studenti dell'accademia, in particolar modo sulle ragazze, ed è una delle poche persone a trattare con rispetto gli studenti ridotti ad animali domestici. Rei esegue passivamente ogni ordine impartitole dai membri del clan, ma segretamente li odia e vorrebbe vendicarsi di loro.
È doppiata da Romi Park (ed. giapponese) e Vittoria Balasco (ed. italiana).

### Jun Kiwatari
Jun Kiwatari (木渡 潤?, Kiwatari Jun) è un bullo arrogante e sadico, spesso dedito a tormentare gli studenti degradati ad animali domestici, in particolare le ragazze. Le sue vittime vengono spesso abusate fisicamente o costrette a spogliarsi per lui e i suoi amici. Il suo disprezzo per gli animali domestici gli si ritorce contro, quando decide di partecipare al "Gioco dello Scambio dei Debiti" insieme a Yumeko e Mary. Con sorpresa di Kiwatari, le due ragazze lo sconfiggono con facilità, indebitandolo pesantemente fino a ridurlo a sua volta ad animale domestico.
Nel live-action non ha la pelle abbronzata e porta gli occhiali.
È doppiato da Hisao Egawa (ed. giapponese) e Carlo Petruccetti (ed. italiana).

### Nanami Tsubomi
Nanami Tsubomi (蕾 菜々美?, Tsubomi Nanami) è una ragazza proveniente da una famiglia non abbiente e che, non riuscendo a pagare la sua quota al consiglio degli studenti, si ritrovò ridotta ad animale domestico fin dalle sue prime settimane alla Hyakkaou. Tsubomi è spesso presa di mira dai bulli, in particolare Jun Kiwatari. Il bullo, appena la ragazza divenne un animale domestico, le tagliò i lunghissimi capelli dei quali era particolarmente fiera: per il trauma, Tsubomi perse ogni voglia di reagire ai soprusi. Costretta da Kiwatari a partecipare al "Gioco dello Scambio dei Debiti", al solo scopo di barare a vantaggio del suo aguzzino, Tsubomi affronta Yumeko che la incoraggia a smettere di vedere se stessa come una bestia. Aiuterà dunque Yumeko e Mary a indebitare pesantemente Kiwatari, ottenendo la sua vendetta.
Benché ancora indebitata, sorride, prefissandosi di uscire dalla sua condizione di animale domestico, ritrovando la forza di reagire.
È doppiata da Yuka Iguchi (ed. giapponese).